# Hetärie
Die Hetärie, auch Hetairie oder Hetairia (griechisch ἑταιρία hetairía) war im antiken Griechenland die Bezeichnung für einen Freundschaftsverband. In einer formalen Funktion, die der Phratrie in Athen entsprach, ist die Hetairie für Kreta belegt. In Athen wurden als Hetairie vor allem im 5. Jahrhundert v. Chr. klubartige Zusammenschlüsse mit oftmals antidemokratischer politischer Ausrichtung bezeichnet. Sie geht auf die Hetairien von Adligen im 6. Jahrhundert v. Chr. zurück, die durch dieses Beziehungsgeflecht soziale wie auch gesellschaftliche Vorteile – z. B. in Form von Unterstützung bei Familienfehden – genossen. In spätantiken Rechtsquellen bezeichnet Hetairie eine Berufsgemeinschaft und entspricht dem lateinischen collegium. Im Neugriechischen bedeutet εταιρία „Gesellschaft“ (wie im Dt. sowohl im Sinne eines Vereins als auch im Sinne eines Unternehmens).

## Die antike Hetärie
Hetärie nannte man seit dem 5. Jahrhundert vor Christus im antiken Griechenland die Vereinigungen von Männern zum Zweck gegenseitiger Unterstützung bei Bewerbungen, Prozessen und ähnlichem gegen den überwältigenden Druck des Volkes. Diese Hetärien erlangten in bewegten Zeiten und in Gruppenkämpfen erhöhte Bedeutung und, als Geheimbünde organisiert, deren Mitglieder sich durch Eide verpflichteten, großen Einfluss. So versuchten die oligarchischen Hetärien in Athen während des Peloponnesischen Kriegs im Jahr 411 v. Chr. einen Staatsstreich, der durch verräterische Verbindung mit dem Feind die Verteidigungskraft des Staates lähmte und zur Herrschaft der Dreißig Tyrannen führte.
Der Name hat sich in Griechenland bis in die neuere Zeit als Bezeichnung einer Verbrüderung erhalten. Selbst auf gelehrte Vereine außerhalb der Grenzen Griechenlands wurde der unverfängliche Name übertragen, zum Beispiel auf die k. k. österreichische Societät zu Bologna, auf einen Verein von Griechen in Wien zur Errichtung eines Lehrerseminars, welcher 1816 zusammentrat, und auf den 1816 zu Odessa gebildeten merkantilischen Verein der Asphaisten oder Assekuranten.
Bei den verschiedenen Versuchen der Neu-Griechen sich unabhängig zu machen, ist der Name vornehmlich von zwei Verbindungen, einer wissenschaftlichen, den Philomusen, und einer politischen, im griechischen Freiheitskampf oft genannten, gebraucht worden.

## Wissenschaftliche Hetärie
Die wissenschaftliche Hetärie der Philomusen, also die Vereinigung der Freunde von Kunst und Wissenschaft, welche 1812 in Athen gegründet wurde, sollte in ganz Griechenland Schulen gründen und wissenschaftliche Zeitschriften verbreiten, sowie einen Fonds zur Ausgrabung und Erhaltung der Altertümer anlegen. Eine Bibliothek und ein Museum sollten in Athen gebaut werden, deren Aufgabe die Herausgabe der griechischen Klassiker im Original und in Übersetzungen sein sollte. Man plante Geldsammlungen zur Unterstützung einzelner junger Griechen auf europäischen Universitäten. Sie wuchs bald zu einem großen Bund heran, welcher zwei Lehranstalten oder Lyceen, das eine zu Athen, das andre zu Milias in Thessalien, stiftete und durch Beiträge der Mitglieder unterhielt.
Fast aus allen Nationen ließen sich Gelehrte und Staatsmänner, Minister und Fürsten aufnehmen, worunter besonders der Graf Kapodistrias und der Erzbischof Ignaz  als geborene Griechen zu nennen sind. Der Verein soll bald über 80.000 Mitglieder gezählt haben. Alle trugen einen Ring mit dem Bild einer Nachteule (als Symbol der Athene, der Weisheit) und des Kentauren Chiron mit einem Knaben (Achilleus als Symbol der Kraft) auf dem Rücken.
Trotz seiner bedeutenden Mittel geriet dieser Verein durch den Ausbruch der Revolution 1821 ins Stocken, wurde im Jahr 1824 mit den früheren Zwecken wieder ins Leben gerufen, erlosch aber, seit er durch die Errichtung des Königreichs Griechenland seine ursprüngliche Bestimmung teilweise verloren hatte.

## Politische Hetärie
Die politische Hetärie des 19. Jahrhunderts verdankt ihren Ursprung dem Thessalier Konstantinos Rigas. Er erkannte das erwachende Verlangen der Griechen nach Freiheit und verband sich mit gebildeten und patriotisch gesinnten Männern zu einer Hetärie, die eine gewisse Übereinstimmung in alle auf die Unabhängigkeit Griechenlands von der Türkei abzielenden Unternehmungen bringen sollte. Er rechnete namentlich auf die Mitwirkung Napoléon Bonapartes, mit welchem er deshalb während dessen italienischen Feldzugs im Jahr 1797 in nähere Beziehungen getreten war.
Rigas' Hinrichtung im Jahr 1798 ließ es nicht zu dem angestrebten Erfolg kommen. Durch seine Bestrebungen wurden aber der Enthusiasmus und der Vereinigungswille unter den Griechen angeregt, so dass im Jahr 1814 in Odessa eine neue Hetärie entstand, die rein politische Hetärie der Philiker (Mitglied der Griechischen Patriotischen Gesellschaft Philiki Etaireia – Φιλική Εταιρεία, damals ein Geheimbund zur Befreiung Griechenlands). Auch deren Ziel war die Unabhängigkeit Griechenlands. Nur Griechen fanden darin Aufnahme, und kein Mitglied durfte zugleich einer anderen geheimen Gesellschaft angehören. Die Aufzunehmenden mussten sich hinsichtlich ihres Lebenswandels, ihrer Gesinnungen und ihrer Vermögensumstände einer Prüfung unterziehen und einen zu Frömmigkeit, Vaterlands- und Freiheitsliebe verpflichtenden Eid leisten. Jedes Mitglied hatte das Recht, einen jeden aufzunehmen, welcher nach seiner Überzeugung die erforderlichen Eigenschaften besaß.
Alle Mitglieder verpflichteten sich zunächst zu freiwilligen Geldbeiträgen in die sogenannte Nationalkasse. Das Ganze wurde von einer Archie geleitet und war in mehrere Grade oder Klassen eingeteilt. Zur Anwerbung neuer Mitglieder, insbesondere zur Gewinnung der unabhängigen Kleften und Armatolen, sowie überhaupt für einzelne Gesellschaftszwecke wurden Apostel ausgesandt. Außerdem hatte die Hetärie an den Hauptorten des türkischen Reichs ihre Agenten und Ephoren, welche für die Erweiterung der Gesellschaft sorgten und besonders auch die Schritte der türkischen Regierung zu überwachen hatten. Die Hetärie hatte drei Bathmi, das heißt Stufen oder Grade: die Oberhäupter oder Blamides, die Beigeordneten oder Systemeni und die Priester oder Hiereis. Die Mitglieder erkannten sich, wie die Freimaurer, an gewissen Zeichen der Hand und Stellungen der Finger.
Als alles zum Aufstand bereit war und dem russischen General Fürsten Alexander Ypsilantis (1792–1828) die Oberleitung übertragen war, führte dieser 1821 durch seine verfehlte Erhebung in den Donaufürstentümern die Katastrophe herbei. Während der Revolution und des Freiheitskampfes übten mehrere Mitglieder der Hetärie, welche mit Russland in Verbindung blieben, vielfach einen schädlichen Einfluss aus.